# Imre Bacskai
Imre Bacskai (ur. 29 stycznia 1988) – węgierski bokser, uczestnik igrzysk olimpijskich w Rio de Janeiro.
Reprezentował Węgry na igrzyskach w Rio. Wystąpił w zawodach w wadze półciężkiej, gdzie przegrał z późniejszym brązowym medalistą, Souleymanem Cissokho, 3:0.
Swoją pierwszą walkę w zawodowej karierze stoczył 27 lutego 2016 roku z Irlandczykiem Stevenem Donnellym 3:0.
Jego ojciec, również Imre, także był bokserem, reprezentując kraj na igrzyskach w Moskwie (1980) i Seulu (1988).